# 阳原玉皇阁
阳原玉皇阁，位于中国河北省张家口市阳原县城内，为张家口市阳原县的一个省级文物保护单位，类型为古建筑，公布时间为1993年7月15日。
阳原玉皇阁的历史年代为明代。